# 社後里

社後里為台灣新北市板橋區轄下之一里，面積約0.1246平方公里。昔有平埔族擺接社居住於後，取「番社」後方之意。
里內有板橋第二運動場。